# Origin Enterprises
Origin Enterprises este o companie irlandeză cu afaceri în domeniul agriculturii.

## Origin Enterprises în România
În anul 2015, Origin Enterprises a preluat firmele distribuitoare de îngrășăminte, produse fitosanitare și semințe Redoxim din Timișoara, pentru 35 milioane euro, și Comfert din Bacău, pentru 19,4 milioane euro.